# فیلیپه دربلی
فیلیپه دربلی (به انگلیسی: Il padrone delle ferriere) فیلمی ایتالیایی-اسپانیایی محصول سال ۱۹۵۹ و به کارگردانی آنتون جولیو مایانو است. در این فیلم بازیگرانی همچون آنتونیو ویلار، ویرنا لیزی، واندیسا گوئیدا، اوی مالتایاتی، ایوو گارانی، ماریو جیروتی، سوسانا کامپوس، گویدو چلانو، ماریو کُلی، ماسیمو پیانفورینی و ریکاردو فلنی ایفای نقش کرده‌اند.